# Tongducshon állomás
Tongducshon (Dongducheon) állomás föld feletti metróállomás a szöuli metró 1-es vonalán, 2006 óta. 1912-ben hagyományos vasútállomásként nyílt meg, a Kjongvon (Gyeongwon) vonalon. A közelben található az amerikai hadsereg Camp Casey támaszpontja.

## Viszonylatok
| 1-es vonal                                               | 1-es vonal                         | 1-es vonal                                                        |
| -------------------------------------------------------- | ---------------------------------- | ----------------------------------------------------------------- |
| Szojoszan (Soyosan) végállomás felé                      | Kjongvon (Gyeongwon) személyvonat  | Poszan (Bosan) Incshon (Incheon) felé                             |
| végállomás                                               | Kjongvon (Gyeongwon) expresszvonat | Tongducshon csungang (Dongducheon jungang) Incshon (Incheon) felé |
| Korail                                                   |                                    |                                                                   |
| Poszan (Bosan) Jongszan (Yongsan) felé                   | Kjongvon (Gyeongwon) vonal         | Szojoszan (Soyosan) Pengmagodzsi (Baengmagoji) felé               |
| Idzsongbu (Uijeongbu) Cshongnjangni (Cheongnyangni) felé | DMZ vonal keleti szakasz           | Hanthangang (Hantangang) Pengmagodzsi (Baengmagoji) felé          |